# Smartengeld
Smartengeld is een tegemoetkoming in geld voor de geleden immateriële schade (leed, gederfde levensvreugde) die iemand heeft ondervonden (en dus een vorm van schadevergoeding). In het Nederlands recht kan smartengeld op grond van artikel 6:106 BW uitsluitend worden gevorderd:
- als gevolg van lichamelijk of geestelijk letsel,
- als de betrokkene in zijn eer of goede naam is geschaad of op andere wijze in zijn persoon is aangetast,
- als sprake is van het oogmerk om immateriële schade toe te brengen, dan wel
- als sprake is van aantasting van de nagedachtenis van een familielid.

Tegenover immateriële schade staat materiële schade oftewel vermogensschade, zoals verlies van inkomsten, kosten in verband met huishoudelijke hulp of reparatiekosten aan de auto in geval van een verkeersongeval.

## Lichamelijk letsel
De gevallen van lichamelijk letsel komen het meest voor.
In Nederland zijn de bedragen meestal laag in verhouding tot sommige andere landen. Het niveau is al jaren redelijk constant.
- Het hoogst toegekende bedrag was tot 1991 € 136.000 en betrof iemand die door een medische fout met het hiv was besmet.
- In april 2007 heeft de rechtbank van 's-Hertogenbosch een bedrag van € 150.000 toegewezen aan iemand die blijvend zwaar lichamelijk en psychisch letsel had opgelopen doordat hij door vier daders - waaronder zijn ex-echtgenote - ernstig was mishandeld. Er is sprake van een eenzijdige verlamming, cognitieve stoornissen en het verlies van een oog, terwijl de betrokkene sindsdien rolstoelgebonden is. De uitspraak staat op internet onder nummer ECLI:NL:RBSHE:2007:BA2723.[1]

De door Nederlandse rechters toegekende smartengeldbedragen zijn terug te vinden in de Smartengeldgids, die de ANWB sinds 2012 jaarlijks uitgeeft. De laatste uitgave is van januari 2023.
In sommige andere landen in Europa worden aanzienlijk hogere bedragen uitgekeerd. Voor het verlies van een oog werd in 2005 bijvoorbeeld in Italië € 80.000 uitgekeerd, in Engeland € 49.300, in Duitsland € 60.000, terwijl in Nederland € 22.000 wordt toegekend. Het hoogst toegewezen bedrag bedraagt in Duitsland en in Italië in het jaar 2005 € 500.000 en in Engeland € 330.000. Maar er zijn ook landen in Europa, die lagere bedragen toekennen dan in Nederland. Het verlies van een oog betekent in Oostenrijk bijvoorbeeld een smartengeld van € 14.500, en het hoogst toegekende bedrag in Denemarken is € 88.500. In de Verenigde Staten kunnen de bedragen oplopen tot meerdere miljoenen dollars.

## Geestelijk letsel
Vaak gaat lichamelijk letsel gepaard met geestelijk (psychisch) letsel.
Er bestaat ook recht op smartengeld in geval van geestelijk letsel als niet tegelijkertijd ook sprake is van lichamelijk letsel. Voorbeelden uit de praktijk zijn een uit de hand gelopen zakelijk geschil, hinder door de kraaiende hanen van de buurman of de confrontatie met een schokkende gebeurtenis (Kindertaxi). Wel wordt in dat geval een ondergrens aangehouden. Een meer of minder sterk psychisch onbehagen is niet genoeg. In het algemeen is het voldoende als bij degene om wie het gaat een in de psychiatrie erkend ziektebeeld is vastgesteld. Ook wordt als regel vereist, dat de betrokkene deskundige medische hulp heeft gezocht (HR 9 mei 2003, RvdW 2003, 92 en HR 9 juli 2004, NJ 2005, 391).

## Naasten en nabestaanden
Smartengeld kan alleen worden toegekend aan de benadeelde zelf. In geval van shockschade gaat het om een secundair benadeelde, die bijvoorbeeld geconfronteerd is met een ernstig (verkeers-)ongeval of met de gevolgen ervan en daardoor geestelijk letsel oploopt. Affectieschade heeft betrekking op de situatie van het overlijden of ernstig gewond raken van een direct naaste. Op 01-01-2019 is er een nieuwe wet in werking getreden die ook een vergoeding voor deze affectieschade mogelijk maakt in sommige gevallen 
In 2013 heeft de vader van een vermoord meisje een flinke claim ingediend tegen de moordenaar.

## Componenten van smartengeld
Elk jaar brengt de ANWB een nieuwe Smartengeldgids  uit. Deze gids staat vol met uitspraken die in rechte zijn gedaan, waarbij inzicht wordt gegeven in de omvang van het letsel, het smartengeldbedrag dat is gevorderd in de procedure en het smartengeldbedrag dat is toegewezen door de rechter. Het boek wordt gebruikt door letselschaderegelaars en advocaten.
Smartengeld wordt bepaald door onder andere de volgende componenten.
- Leeftijd (bijvoorbeeld het verschil tussen iemand van 80 jaar versus een jong kind).
- Duur van de ziekenhuisopnames (bijvoorbeeld het verschil tussen opname op de polikliniek versus intensive care).
- Looptijd van het letsel (bijvoorbeeld het verschil tussen een gebroken been van 6 weken of een levenslange dwarslaesie).
- Intensiteit van de behandelingen en doorstane pijn (bijvoorbeeld het verschil tussen een gebroken been versus brandwonden).
- Duur van de behandelingen (bijvoorbeeld het verschil tussen een dagopname in het ziekenhuis versus een revalidatietraject van maanden).
- Resterende beperkingen voor de toekomst (bijvoorbeeld het verschil tussen een breuk versus amputatie).
- De mate waarin iemand arbeidsongeschikt is geworden (bijvoorbeeld: kun je je eigen werk nog doen of moet je mogelijk ander werk gaan doen).
- Bijvoorbeeld je kindje niet kunnen tillen of je hobby’s niet meer kunnen uitoefenen.
- Het geschokte rechtsgevoel.

Vervolgens wordt bij het vaststellen van de hoogte van het smartengeld rekening gehouden met de volgende factoren.
- De aard van de aansprakelijkheid. Is wederpartij volledig aansprakelijk voor de geleden en toekomstige schade? Is er deels sprake van eigen schuld door bijvoorbeeld het niet dragen van de gordel (kost 25%).
- De aard en de ernst van het letsel.
- De aard, omvang en duur van het leed.
- De medische, psychiatrische of psychologische behandeling. Ook psychische schade geeft een vergoeding smartengeld. Langdurige psychiatrische behandelingen zijn zeer belastend voor iemand die van een trauma wil genezen.
- De mate van invaliditeit. Bij functionele arbeidsongeschiktheid wordt de beschadiging van lichaam of geest gemeten in percentages. Dit percentage wordt vaak gebruikt voor sommenverzekeringen om tot bepaling van de uitkering te komen. Of functionele invaliditeit ook tot arbeidsongeschiktheid leidt, is een geheel andere vraag.
- De mate van bewustzijn. Is het slachtoffer zich bewust van zijn leed? De gedachte immers achter een smartengeldvergoeding is met name dat je als slachtoffer kennis hebt van je leed en je er bewust van bent. Dus lig je in coma dan rijst de vraag of je kennis hebt van je leed. Deze discussie maar ook de discussie bij shockschade of overlijden, is zeer diepgaand en zal hier niet verder worden besproken.
- Enige predispositie. Hierbij komt de vraag aan de orde of, het ongeluk weggedacht, het slachtoffer klachten zou hebben gehad die overlappend zijn aan hetgeen als ongevalsgevolg wordt opgevoerd. Dus iemand met nek en schouderklachten voor diens ongeval kan bijvoorbeeld zijn whiplash niet geheel aan het ongeval toewijzen. De verzekeraar zal het medisch causale verband betwisten.